# Drabeši socken
Drabeši socken (lettiska: Drabešu pagasts) är ett administrativt område i Amata kommun i Lettland.